# Mario Halley Mora
Alex Mario Nicolás Halley Mora (Coronel Oviedo, 25 de septiembre de 1926-Asunción, 28 de enero de 2003) fue un periodista, dramaturgo, narrador y poeta paraguayo.

## Vida personal
Hijo de Miguel Halley y Elisa Mora. De niño era introvertido, observador, fantasioso y solitario, actitudes que lo llevaron luego a desarrollar su vocación originada en esa infancia rodeada de naturaleza, que Mario gustaba explorar. 
En su juventud fue nutriendo su memoria de experiencias literarias importantes con grandes obras científicas e importantes novelas, como así también los clásicos españoles y las fantasías de Julio Verne, entre otros libros que sirvieron de base a sus creaciones. Y luego se ocupó de la técnica teatral, aprendiendo todo sobre la estructura del teatro, el contenido, los diálogos, etc. 
Casado por casi 55 años con Zunilda Merlo, de este matrimonio nacieron Francisco Gerardo (“Paco”), Hugo Manuel, Blanca, Pedro Miguel y Cecilia. Tuvo 17 nietos y 3 bisnietos.

## Obras
El escritor, que publicó poco más de 50 obras en diversos géneros, escribió trabajos para teatro y novela. Fue jefe de redacción del diario Patria durante la dictadura de Stroessner, libretista de radio en los años cincuenta y guionista (con el seudónimo de Alex) de las primeras historietas paraguayas en guaraní, o bilingües. También fue jefe de redacción del diario La Unión.
Entre sus comedias más célebres se hallan En busca de María (1956, su primera obra), Magdalena Servín, Un traje para Jesús, El Impala, El último caudillo, La noticia, Testigo falso, Interrogante, Un rostro para Ana (incluida por el Ministerio de Cultura de España en la Antología del Teatro Latinoamericano), La madama, La mano del hombre y Ramona Quebranto (adaptación de la novela de Margot Ayala de Michelagnoli). 
Escribió también la zarzuela Loma Tarumá, con música de Florentín Giménez. En narrativa, escribió, además de La quema de Judas, Los hombres de Celina (novela; 1981), Cuentos, microcuentos y anticuentos (1987), Memoria adentro (novela; 1989), Los habitantes del abismo (1989), Amor de invierno (novela; 1992), Parece que fue ayer (cuentos; 1992), Manuscrito alucinado (Las mujeres de Manuel) (novela; 1993; Premio El Lector), Todos los microcuentos (1993), Ocho mujeres y las demás (1994), Cita en el San Roque (novela) y el ensayo autobiográfico Yo anduve por aquí. 
Tiene también una novela inédita, Raíces de la aurora, base de la película La sangre y la semilla, con guion de Augusto Roa Bastos. Es además autor del poemario Piel adentro (1967), con prólogo de Roque Vallejos. En vida recibió varias distinciones: fue ganador del Premio Nacional de Literatura en 2001, miembro de la Academia de Historia Militar y de la Academia Hispanoamericana de Letras de Bogotá, Colombia. El gobierno del Paraguay lo galardonó con la Orden Nacional del Mérito, por su aporte a la cultura.

## Fallecimiento
Falleció en el Sanatorio Migone de Asunción el 28 de enero de 2003, a las 04:00 de la mañana, como consecuencia de un agravamiento de su estado de salud. Se lo conmemora como uno de los "grandes" poetas paraguayos en la historia del Paraguay.